# ノットゥルン
ノットゥルン (ドイツ語: Nottuln,  発音、低地ドイツ語: Notteln) は、ドイツ連邦共和国ノルトライン＝ヴェストファーレン州ミュンスター行政管区のコースフェルト郡に属す町村（以下、本項では便宜上「町」と記述する）である。

## 地理

### 位置
ノットゥルンは、いずれも直線距離で、ミュンスターの西約 20 km、コースフェルトの東約 15 km の、バウム山地の南西周縁部に位置する。ルール地方やミュンスターとを結ぶ連邦アウバーン43号線に、ノットゥルンの南東 5 km の同名のインターチェンジからアクセスできる。

### 隣接する市町村
ノットゥルンは、北から時計回りに、ビラーベック、ハーヴィクスベック、ゼンデン、デュルメン、コースフェルトと境を接している。

### 自治体の構成
ノットゥルンは以下のオルツタイル（地区）からなる。人口は2024年12月31日現在の数値である。
| 地区名             | 人口（人） |  |
| アッペルヒュルゼン | 4,778      |  |
| ダルプ             | 2,182      |  |
| ノットゥルン       | 12,245     |  |
| シャプデッテン     | 1,273      |  |

ノットゥルンには、以下の農業集落が含まれる。
| - バウムベルク - ブクストルプ - ドラウム - グラートベック - ハステハウゼン - ヘラー（保護文化財に指定されているアルステーデ邸を含む） - ホルスト - ヘーフェル - リムベルク - シュテーフェルン - シュトックム - ウプホーフェン |

## 歴史
ノットゥルン町内の定住の痕跡は、紀元前4000年にまで遡る。9世紀、おそらく初代ミュンスター司教リウドガーの時代に、ノットゥルンに教区教会が建設された。聖マルティヌスが守護聖人であることから、これよりも早い時代に創建された可能性も考えられる。元々の地名 Nutlon は、おそらく "Nusswald"（ナッツの森）あるいは "Nussgehölz"（ナッツの木）に由来すると考えられる。11世紀（聖職者アルベルト・ヴィイルキンスの偽書によれば9世紀）、女子修道院が創設され、そこではノットゥルンのヘリブルクが聖人として尊敬されていた。彼女の棺と遺骨はノットゥルンのカトリック教会に安置されている。この女子修道院では、13世紀後半には聖アウグスティヌスの規範に従った穏やかな共同生活が営まれていた。その「共同生活」は1524年に終わり、自由世俗貴族の女子修道院（貴族女性の共同宿舎）に改変された。修道院の女性たちは大変に裕福であったため、建物は世俗の用途であるにもかかわらず（あたかも宗教建築であるかのように）装飾豊かで、一部には印象的な玄関が造られた。

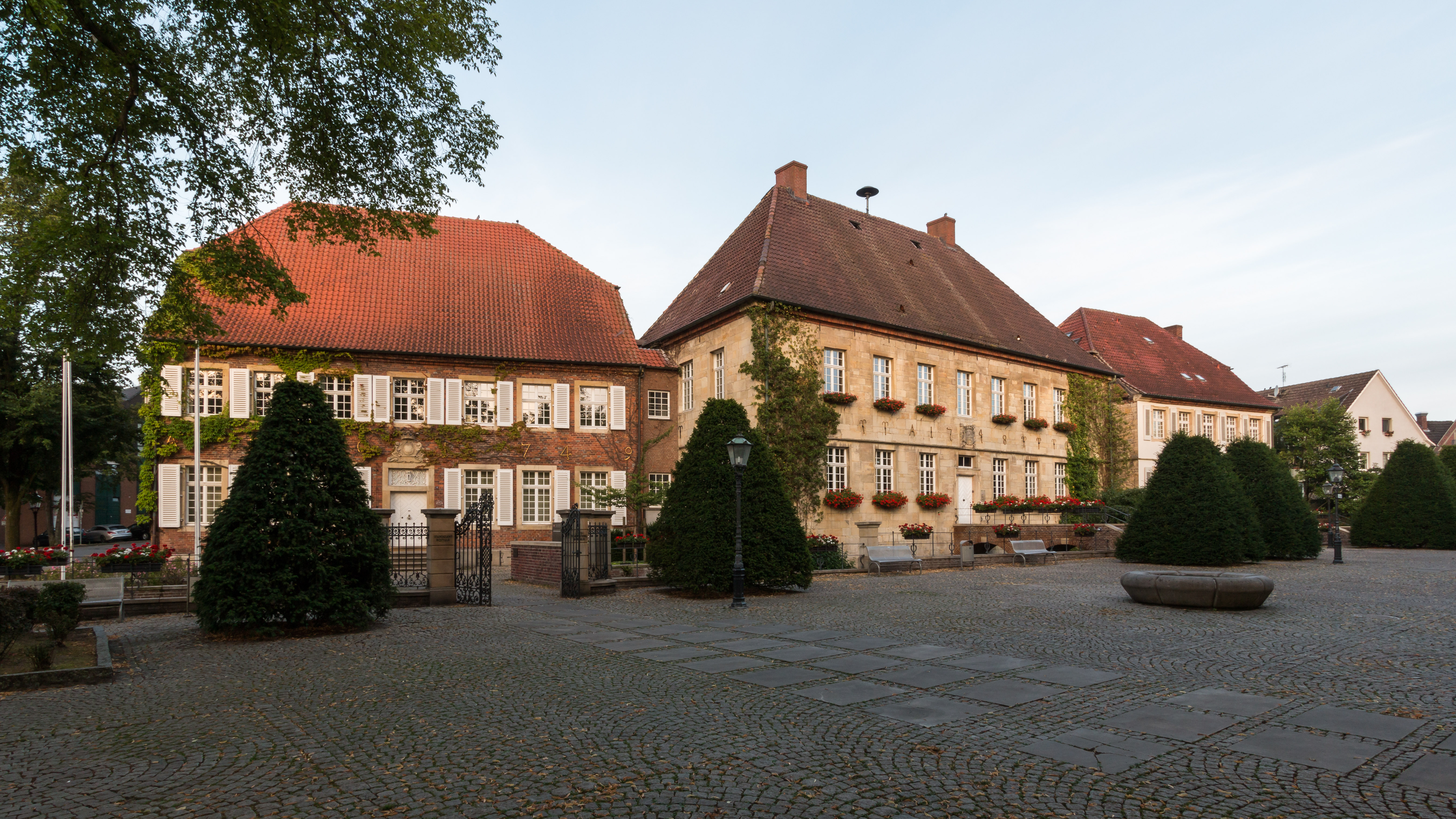
シュティフツ広場沿いの建築群（シュティフツプラッツ6-8）

ノットゥルンには、聖マルティヌス教区教会のすぐ近く、旧女子修道院の敷地に「シュティフツベツィルク」（直訳: 修道院地区）がある。この地区は、1748年に火災で焼失した後、バロック建築家ヨハン・コンラート・シュラウンの指導の下、アッシェベルク家、ケッテラー家、レッケ家といった貴族の屋敷が建つ場所として再建された。その主要な場所にはバウムベルガー砂岩が建築資材として用いられた。シュラウンの計画は完全に実現されなかったが、シュティフツベツィルクは現在もバロック建築のアンサンブルを示している。教区教会も火災後に修復され、玉ねぎ型のバロック式ドーム屋根を戴くこととなった。現在も聖マルティンの日である11月11日頃にノットゥルンの中心部では伝統的なキルメス（教会開基祭を起源とする祭）であるマルティーニマルクトが開催される。
シャプデッテン地区の教区教会である聖ボニファティウス教会は、ミュンスター司教区で最も古くから聖ボニファティウスを守護聖人とする教会の1つである。この教会は、フルダ修道院が所有する教会として1122年頃に建設されたが、最初の記録は1313年のものである。

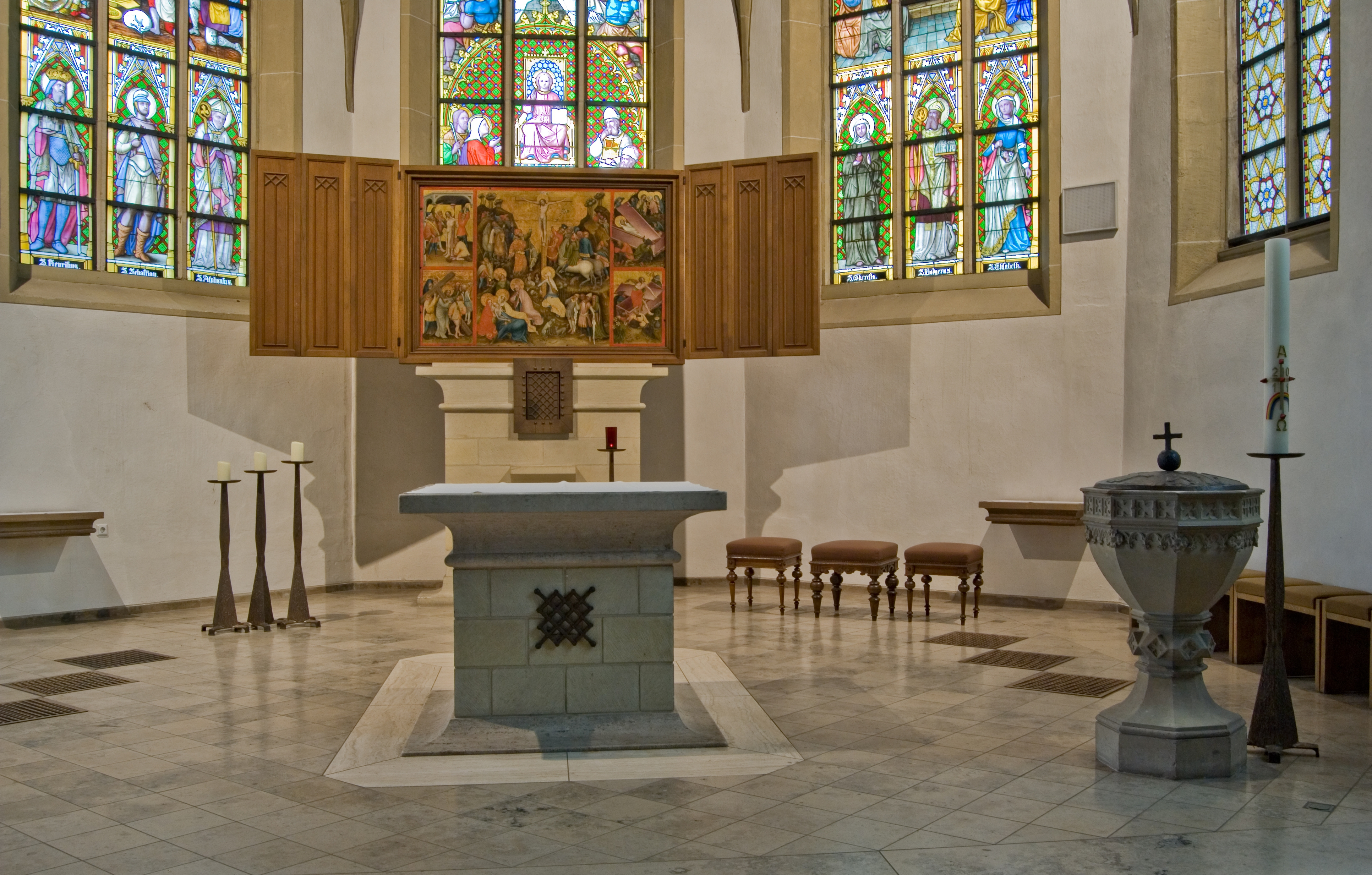
ダルプの祭壇

農業集落として成立したダルプ地区は、1188年に初めて文献に記録されている。この集落はミュンスターラント（ミュンスターから約 25 km）のバウム山地辺縁部に位置する。この地区の近くに巡礼礼拝堂「聖十字架礼拝堂」（1753/54年）がある。その内部には、木製の十字架に等身大の石像を用いた磔刑像（1718年）がある。この十字架は、今日に至るまで近隣の巡礼グループによる巡礼地となっている。ダルプとその教会組織の歴史は1000年頃にまで遡る。聖ファビアンおよびゼバスティアン教会はその内部に中世絵画の宝であるダルプの祭壇（1420年頃）を有している。
1975年の地域再編により、それまで独立した町村であったリムベルゲンは分割され、一部はデュルメン市に、一部はノットゥルン町に編入され、同時に両者がリムベルゲンの町の権利の継承者となった。農業集落ヘーフェルとグラートベックを含むリムベルゲン地区は、多くの大農場を持つ農業集落の特徴を現在も持っている。その農場のいくつかは保護文化財に指定されている。リムベルゲンは約200年にわたってヘーフェルに国民学校を有し、消防署をもつ消防団が組織され、安全を護るための塔を有していた。1960年代にヘーフェルの学校が廃止された後、子供達はダルプの基礎課程学校で学んでいる。リムベルゲン消防団はダルプ消防団がこれを引き継ぎ、リムベルゲンの消防署を拡張した。

### 行政上の帰属
- 1802年まで: ミュンスター司教領（ドイツ語版、英語版）
- 1802年 - 1807年: プロイセンのミュンスター侯領
- 1807年 - 1811年: ベルク大公国
- ~ 1812年: フランス帝国
- 1813年 - 1815年: ヴェーザー＝ライン間の共同統治
- 1815年 - 1946年: プロイセンのヴェストファーレン州（ドイツ語版、英語版）ミュンスター郡
- 1946年 - 1969年: ノルトライン＝ヴェストファーレン州ミュンスター郡 (Landkreis Münster)
- 1969年 - 1974年: ノルトライン＝ヴェストファーレン州ミュンスター郡 (Kreis Münster)
- 1975年から: コースフェルト郡

### 町村合併
1975年1月1日に発効した自治体新設に伴い、それまで独立した町村であったアッペルヒュルゼン、ダルプの大部分、リムベルゲンの一部、ノットゥルン、シャプデッテンから新たな自治体ノットゥルンが成立した。アムト・ノットゥルンの権利継承者は自治体ノットゥルンである。それ以前ノットゥルンは、アッペルヒュルゼンやシャプデッテンとともにミュンスター郡に属していた。ダルプとリムベルゲンはそれまでコースフェルト郡のアムト・ロルプに属していた。アムト・ロルプの権利継承者はデュルメン市である。

## 住民

### 宗教

#### 宗教統計

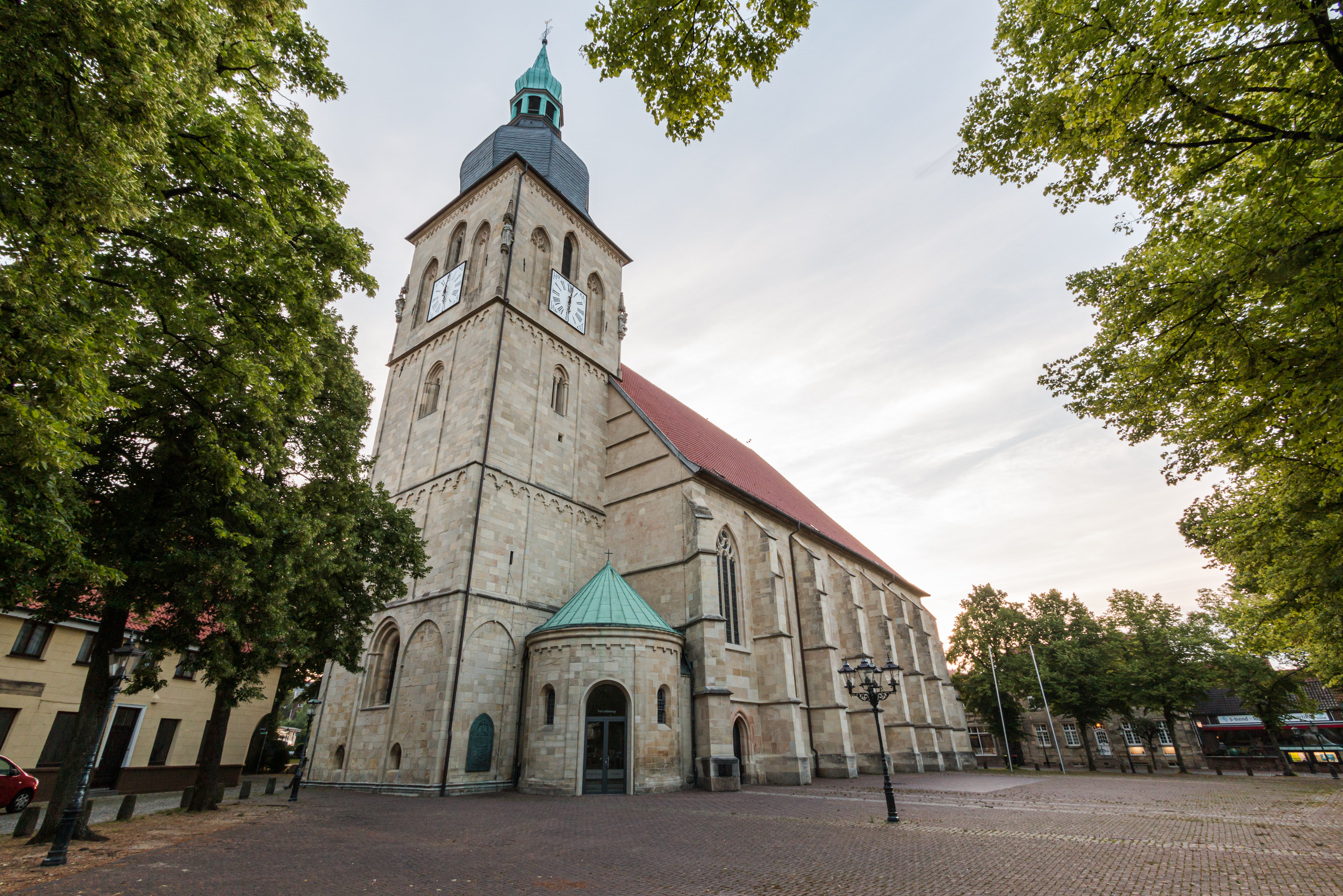
ノットゥルン地区の聖マルティヌス教会

2024年12月31日現在、人口20,497人中、52.0 %（10,666人）がローマ＝カトリック、13.6 %（2,786人）が福音主義、それ以外が 34.3 %（7,026人）である。2020年5月15日の統計では、人口20,080人中、55.8 % がローマ＝カトリック、14.7 % が福音主義、29.5 % がその他であった。

#### 教会組織
自治体ノットゥルンの行政上の町域は、カトリックの聖マルティン教会区の地域と同一である。この教会区は、2009年秋に、それまで独立していた以下の4つの教会区から形成された。
- 聖マルティヌス教会、ノットゥルン
- マリア被昇天教会、アッペルヒュルゼン
- 聖ファビアンおよびゼバスティアン教会、ダルプ
- 聖ボニファティウス教会、シャプデッテン

この新たに創設された教会区の教区教会はノットゥルン地区の聖マルティヌス教会である。残りの3つの教会は支教会となった。この他に聖ゲルブルギス病院の病院礼拝堂も神事に用いられている。
福音主義の平安教会組織は行政上の自治体ノットゥルンの全域を含み、以下の2つの礼拝施設を持つ: ノットゥルンの「ウンター・デム・クロイツ」教会とアッペルヒュルゼンの「フリーデンスハウス」。

### 人口推移
1980年代以降、特にノットゥルン地区の南西部でいくつかの新しい住宅地が開発され（レルヒェンハイン、ファザーネンフェルトI、オリンピア通りからニーダーショトックマー・ヴェーク、アム・ハンゲンフェルト、ファザーネンフェルトII、ノットゥルン南）、人口は著しく増加した。1990年代末からは、アッペルヒュルゼンでも、特に交通インフラの整備（駅とアウトバーン）と住宅建設補助金が改善されたことにより、住宅建設のさらなる発展が促進された。ここでは2010年からさらなる住宅地（ヘラーヴェーク）が開発され、これ以降ほぼすべての区画で建設が行われた。ダルプ地区では1980年代から住宅地の拡張と開発が行われ（ニーレシュII、ゾネンシュティーゲ、プファラー＝クロース通り、シュヴェスター＝ヘルマ通り、フォン＝ベニングハウゼン通り）、人口増加に寄与した。ダルプではこの他に、民間の小さな住宅地（フェルトシュティーゲ）や「ショップマンス・ヴィーゼ」住宅地も造成された。ノットゥルン町議会は2006年に、「住民のために既存のインフラを将来にわたって維持し、地区の力強い成長を可能にするため、町内全地区においてさらなる構造開発を推進する」（2006年12月12日 町議会議事録）という基本決議を採択した。

## 行政

### 議会
ノットゥルンの町議会は32議席で構成される。

### 首長

ノットゥルンの幟旗

ディートマール・テネスは、2020年9月13日の選挙で 76.5 % の支持票を獲得して、マヌエラ・マーンケの後任としてノットゥルンの町長に選出された。彼は超党派候補としてCDU、Grüne、FDPの支援を受けた。

### 紋章
紋章の使用権は、1937年に当時のヴェストファーレン州首相によってノットゥルンに与えられた。紋章は1983年2月にミュンスター行政管区長官によって認可された。
図柄: 赤地に銀色で馬に乗った聖マルティンと物乞いが描かれている。その上の頂部は金地に、帯状に並べられた3つの緑の茎がついたヘーゼルナッツ。
この聖人への崇拝は長い歴史を持つ。それは、修道院・教区教会の守護聖人であること、聖マルティーニ兄弟団の存在（1383年創設）、毎年11月の聖マルティーニ市（1622年から記録が遺る）などによって示されている。現在のノットゥルンの紋章を完全に刷新して、4つの地区全部を特別な方法で描くという案は、最初のデザインが提示された直後に取り下げられた。議会は、聖マルティンが新たな町の住民にとっても相互理解、思いやり、信頼の象徴となることを全会一致で同意した。
紋章頂部のヘーゼルナッツは、この町の名前を表している。この町の古い表記は Nuitlon または Nutlon であり、"Nusswald"（ナッツの森）あるいは "Nusswald"（ナッツの木）を意味している。

### 姉妹自治体
- サン＝タマン＝モンロン（フランス、シェール県）1984年
- ホジェシュ（ポーランド語版、英語版）（ポーランド、ヴィエルコポルスカ県）1992年[16]

## 経済と社会資本

### 交通

#### 道路
この町は、連邦アウトバーン43号ヴッパータール - ミュンスター線の沿線に位置している。アウトバーン43号線のノットゥルンとデュルメン北ジャンクションとの間は、2002年までアウトバーン臨時飛行場として整備されていた。これは、この区間を24時間以内に軍事飛行場に転用できるようにするものであった。さらに、連邦道525号線もノットゥルンを通っている。
ミュンスターへは、アウトバーンを経由する高速バス路線S60号線で行くことができる。この他に、シャプデッテンやミュンスター＝ロクセルを経由してミュンスターへ、あるいはダルプを経由してコースフェルトへ行く地方バス路線がある。シュタットバス路線 C85号線はノットゥルン中心部とアッペルヒュルゼン地区の駅とを結んでいる。
連邦道525号線のノットゥルン・バイパス道路の工事は、2013年2月に始まった。長さ 4.9 km のこのバイパス道路は2018年5月11日に完成した。工事費用は2150万ユーロであった。
ダルプのバイパス道路は2009年9月22日に開通した。

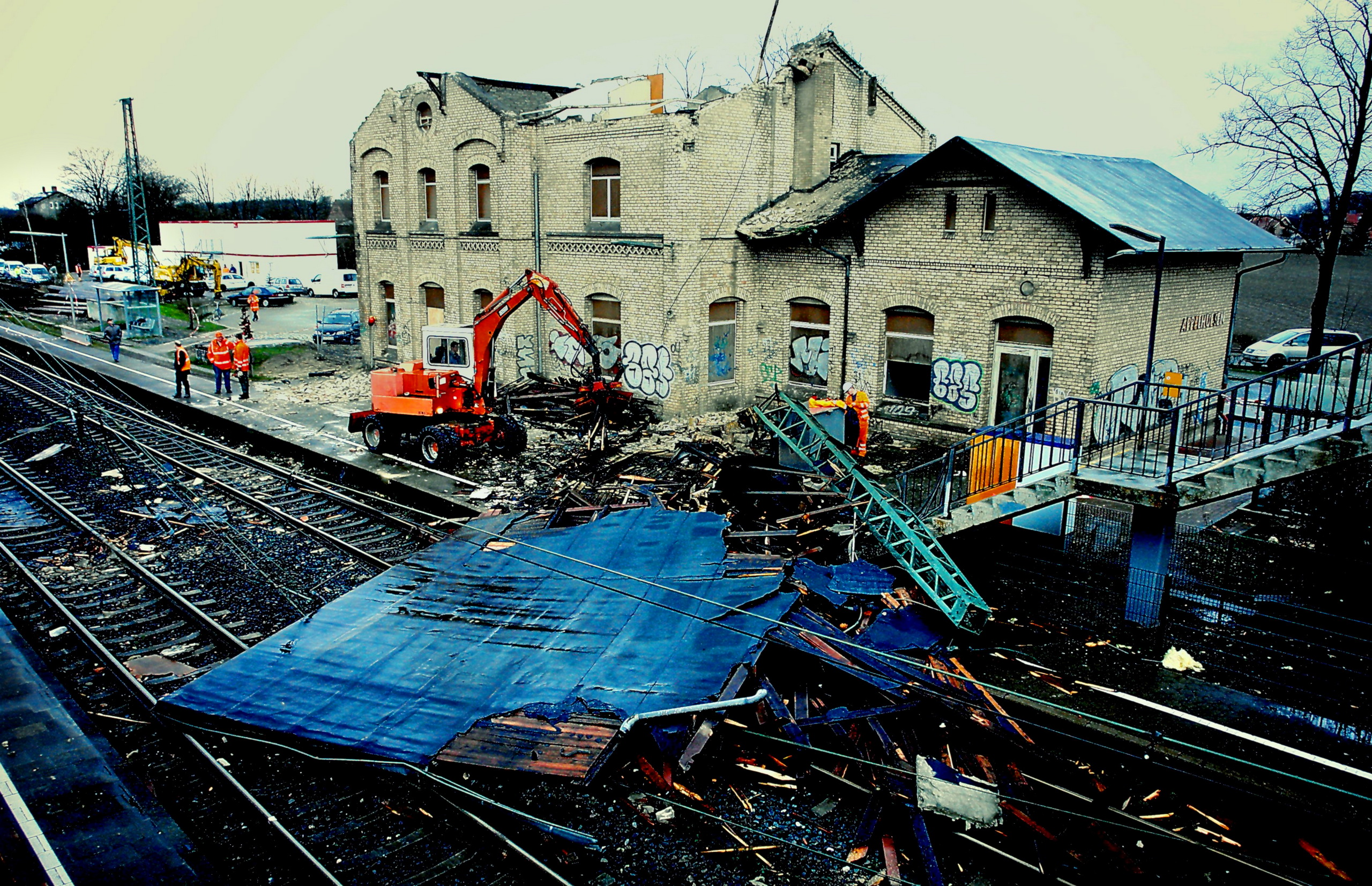
暴風キリルによって破壊されたノットゥルン＝アッペルヒュルゼン駅の駅舎

#### 鉄道
ノットゥルン＝アッペルヒュルゼン駅は、ノットゥルンの南東 7 km にあり、鉄道ヴァネ＝アイケル - ハンブルク線に位置している。ここには30分ごとにミュンスター行きあるいはエッセン行きのニールス＝ハールト＝エクスプレス (RE 42) が発着する。また、1時間ごとにメンヒェングラートバッハ行きの列車が運行している。さらに1時間ごとにオスナブリュックやデュッセルドルフ行きのレギオナルエクスプレス (RE 2) も運行している。駅名は、2004年にアッペルヒュルゼン駅からノットゥルン＝アッペルヒュルゼン駅に改称された。ケルン＝ミンデン鉄道会社によって建設された歴史的な駅舎は2007年1月の暴風キリルによって甚大な被害を受け、2007年の復活祭前に取り壊された。

#### 広域自転車道
ノットゥルンは、広域自転車道100城ルートで結ばれている。

### 教育
ノットゥルン地区には2校の基礎課程学校、1校のゼクンダーシューレ（中等学校）、養護学校シュテファーシューレ、ルーペルト＝ノイデック＝ギムナジウム・デア・ゲマインデ・ノットゥルンがある。

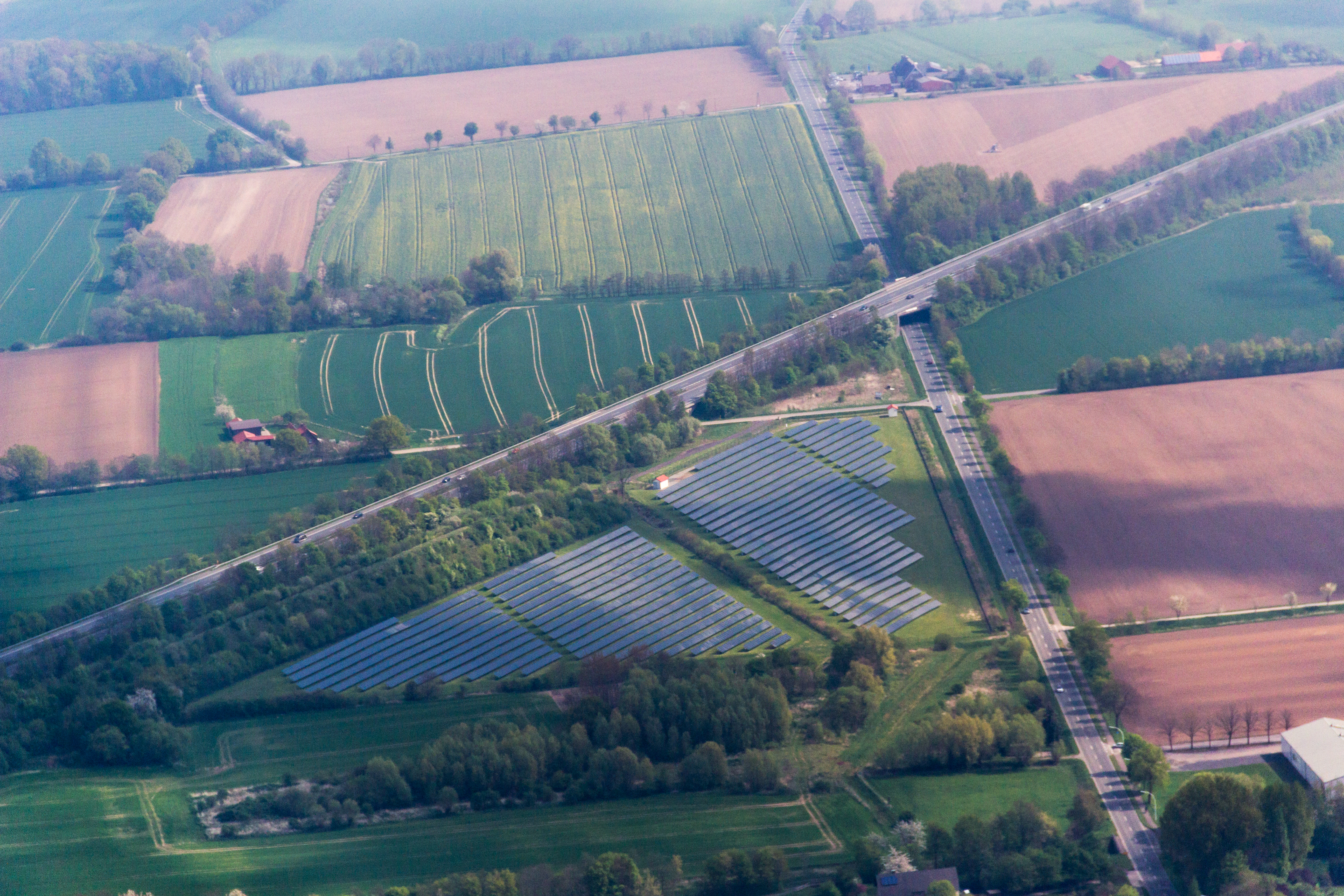
アッペルヒュルゼン地区の太陽光発電パーク

### 環境
2008年10月からアッペルヒュルゼン地区に、広さ 7 ha の地上設置型太陽光発電システムが電力網に接続している。このシステムは16,640枚の光発電モジュールからなり、総出力は 1,206.4 kWp である。これによりCO2排出量を累積13,000トン以上削減し、町は620万ユーロの収入を得た（2025年5月10日現在）。

### メディア
- ヴェストフェリシェ・ナハリヒテン、バウムベルゲ地方版（ノットゥルン、アッペルヒュルゼン、シャプデッテン向け日刊紙）
- ビラーベッカー・アンツァイガー（ダルプ向け日刊紙）
- ラジオ・キーペンケルル（コースフェルト郡向けローカルラジオ）

### 西部ドイツ放送送信所
ノットゥルン送信所（公式名称はミュンスター/バウムベルゲ送信所）は、西部ドイツ放送のVHF、DAB、DVB-T放送の送信所である。この送信所はミュンスターラント向けにラジオ・テレビプログラムを放送している。送信業務は1952年に開始され、時代とともに最新技術への適合がなされてきた。最新の対応は、2005年に行われた高さ 182 m のアンテナの刷新と、2007年6月のデジタルテレビ放送 DVB-T の導入である。
右翼テロリストで現在はNPDの政治家であるペーター・ナウマンとその2人の仲間は、1979年にホロコーストに関するドキュメンタリー番組「Endlösung（直訳: 最終解決）」の放送を妨害する目的でコブレンツのARD-送信所（ディープリヒ＝ナスヘック）とノットゥルン送信所のロンギヌス塔を爆破した。これにより約10万台のテレビが受信できなくなった。この爆破事件は、戦後ドイツにおける最初期の右翼テロ活動の一つである。

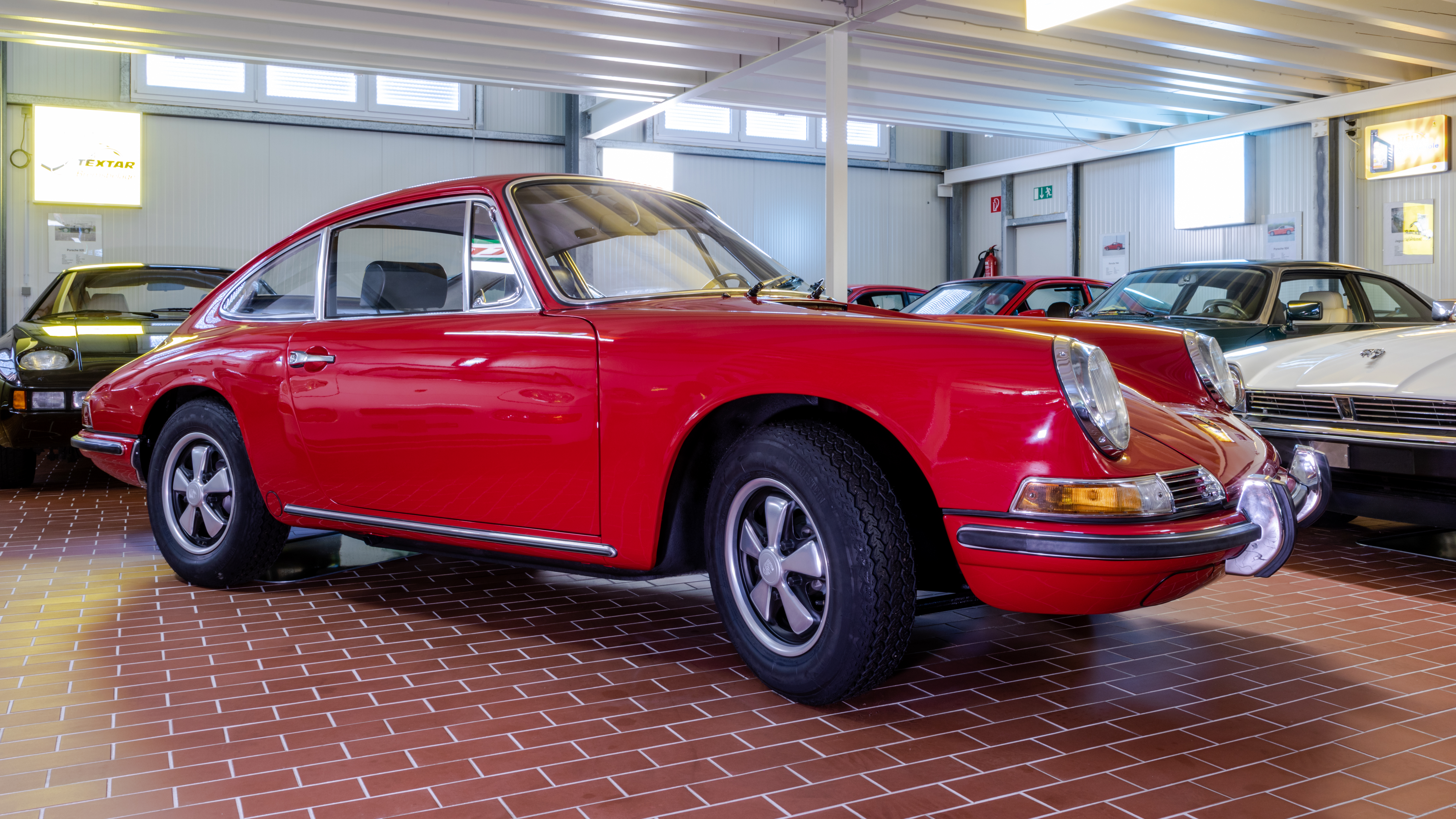
ノットゥルン・オールドタイマー博物館

### オールドタイマーコレクション
ノットゥルン・オールドタイマー博物館は、クロプファー・ファウンデーションの所在地である。ここには、ノルトライン＝ヴェストファーレン州の非営利団体「テクニシェス・クルトゥーツグート」（直訳 技術文化財）がある。代替の創設者は、モニカ・クロプファーとディーター・クロプファーである。コレクションの中心は、ドイツとイギリスのクラシックなスポーツカー、生産数の少ない自動車、技術上話題性のある車である。約2,500 m2の展示室に、膨大なコレクションから約80台以上の自動車が展示されている。また、17,000点を超えるWIKINGのミニカー・コレクションは、一般に知られている最大級のコレクションでユニークなものである。

## 人物

### 出身者
- ヘルマン・ブーゼンバウム（ドイツ語版、英語版）（1600年 - 1668年）イエズス会修道士、神学者。
- エーバルト・フリー（1962年 - ）歴史家。
- クリスティアン・バウマイスター（ドイツ語版、英語版）（1971年 - ）動物映画監督、ディレクター、プロデューサー。

### ゆかりの人物
- クレメンス・マリア・フランツ・フォン・ベニングハウゼン（1785年 - 1864年）役人、弁護士、植物学者、ホメオパシー研究のパイオニア。ダルプ館の所有者で、コースフェルト郡の初代郡長。
- カール・シーヴェルリング（ドイツ語版、英語版）（1951年 - 2021年）政治家。ノットゥルンに住み、この町で亡くなった。

## 関連図書
- Hans Peter Boer (1981). Nottuln. Westfälische Kunststätten, Heft 15. Münster
- “Das Dorf Nottuln in Mittelalter und früher Neuzeit”, Geschichtsblätter des Kreises Coesfeld 45:  pp. 35–88, (2020)
- “Dorf – Adel – Kirche – Wirtschaft. Historische Fallstudien aus dem Münsterland”, Westfalen in der Vormoderne (Münster):  pp. 113–160, (2022)
- Wilhelm Kohl (2005). Das Bistum Münster 8: Das (freiweltliche) Damenstift Nottuln (Germania Sacra N. F. 44). Berlin/New York
- Jonas Rump (2021). Nottuln. Traurige Geschichten aus einer traurigen Kleinstadt. Berlin